# Chitungwiza
Chitungwiza est une ville du Zimbabwe située dans la province du Mashonaland Oriental.

## Histoire
Le nom Chitungwiza a été adopté à partir d'un nom shona, sanctuaire d'un médium spirituel inspirant (Svikiro) Chaminuka qui avait son sanctuaire appelé *dungwiza* raChaminuka dans le Chitungwiza moderne à la fin du XIXe siècle.
Chitungwiza a obtenu le statut municipal complet en 1996 et est le troisième centre urbain le plus grand et le plus dynamique au Zimbabwe. Selon le recensement de la population de 2012, la ville comptait 321 782 habitants. La plupart des habitants travaillent à Harare car il y a très peu d'industrie à Chitungwiza. Il y a des points de croissance (une zone urbaine avec des allégements fiscaux limités) et des rangs d'autobus.
Chitungwiza était l'une des zones visées par l'opération Murambatsvina en 2005 au cours de laquelle de nombreux résidents ont perdu leurs maisons et leurs entreprises. Certaines des entreprises qui ont été perdues pendant l'opération Murambatsvina comprennent une industrie domestique qui opérait dans les environs de Zengeza 1, dans ce complexe. Plus de 50 entreprises ont alors fait faillite et plus d'un millier de personnes ont perdu leur emploi.

## Enseignement supérieur
Le Nyatsime College a été fondée en 1926.

## Lieux de culte
Parmi les lieux de culte, il y a principalement des églises et des temples chrétiens : Assemblées de Dieu, Baptist Convention of Zimbabwe (Alliance baptiste mondiale), Reformed Church in Zimbabwe, Church of the Province of Central Africa (Communion anglicane), Archidiocèse de Harare (Église catholique) .

## Sport
Le club de football du Kiglon Football Club est basé à Chitungwiza.

## Personnalités liées à la ville
- Fanizani Akuda (1932-2011), sculpteur sur pierre zimbabwéen, y est mort ;
- Archieford Gutu (1993-), footballeur, y est né ;
- Betty Makoni (1971-), militante zimbabwéenne des droits des enfants, et des droits des femmes, fondatrice du Girl Child Network, y est née ;
- Chiwoniso Maraire (1976-2013), chanteuse, auteure-compositrice zimbabwéenne, et interprète de mbira, y est morte ;
- Charles Mungoshi (1947-2019), écrivain zimbabwéen, y est mort ;
- Evans Rusike (1990-), footballeur, y est né.